# Seznam bulharských spisovatelů
Seznam bulharských spisovatelů obsahuje přehled některých významných spisovatelů, narozených nebo převážně publikujících v Bulharsku.

## B
- Svoboda Bačvarovová (1922–2012)
- Elisaveta Bagrjana (1893–1991)
- Christo Botev (1848–1876)

## C
- Stefan Nedelčev Canev (* 1936)

## D
- Stefan Dičev (1920–1996)
- Ljuben Dilov (1927–2008)
- Kristin Dimitrova (* 1963)
- Dimitar Dimov (1909–1966)

## G
- Georgi Gospodinov (* 1968)

## Ch
- Paisij Chilendarski (1722–asi 1798)

## J
- Pejo Javorov (1878–1914)
- Jana Jazova (1912–1974)
- Jordan Jovkov (1889–1937)

## K
- Ljuben Karavelov (1834–1879)
- Georgi Karaslavov (1904–1980)
- Aleko Konstantinov (1863–1897)
- Julia Kristeva (* 1941)
- Boris Krumov (1923–2015)

## M
- Georgi Markov (1929–1978)
- Dimitar Miladinov (1810–1862)
- Konstantin Miladinov (1830–1862)
- Geo Milev (1895–1925)

## O
- Kliment Ohridský (asi 830–916)

## P
- Alek Popov (1966–2024)
- Elin Pelin (1877–1949)

## R
- Ran Bosilek (1886–1958)
- Neofit Rilský (1793–1881)

## S
- Penčo Slavenkov (1886–1912)
- Petko Slavenkov (1827–1895)
- Stanislav Stratiev (1941–2000)

## Š
- Anton Strašimirov (1872–1937)

## T
- Petko Todorov (1879–1916)

## V
- Nikola Vapcarov (1909–1942)
- Ivan Vazov (1850–1921)
- Janko Veselinović (1862–1905)
- Sofronij Vračanský (1739–1813)
- Pavel Vežinov (1914–1983)